# Hélène Barbier
Hélène Barbier (3 luglio 1966) è un'ex sciatrice alpina francese.

## Biografia
Sciatrice polivalente originaria di Saint-Étienne-de-Tinée, la Barbier debuttò in campo internazionale in occasione dei Mondiali juniores di Auron 1982 e ottenne il primo piazzamento in Coppa del Mondo l'8 dicembre dello stesso anno a Val-d'Isère in slalom gigante (5ª); ai Mondiali juniores di Sestriere 1983 vinse la medaglia d'argento nello slalom gigante e a quelli di Sugarloaf 1984 conquistò altre due medaglie d'argento, nella discesa libera e nella combinata. Il 9 dicembre 1984 colse a Davos in slalom speciale il suo unico podio in Coppa del Mondo (3ª) e ai successivi Mondiali di Bormio 1985 si classificò 5ª sia nella combinata (suo unico risultato iridato), mentre l'ultimo piazzamento della sua attività agonistica fu il 9º posto ottenuto nello slalom gigante di Coppa del Mondo disputato a Les Menuires il 28 novembre 1988; non prese parte a rassegne olimpiche.
È moglie di Philippe Bozon e madre di Timothé, entrambi hockeisti su ghiaccio di alto livello.

## Palmarès

### Mondiali juniores
- 3 medaglie:
  - 3 argenti (slalom gigante a Sestriere 1983; discesa libera, combinata a Sugarloaf 1984)

### Coppa del Mondo
- Miglior piazzamento in classifica generale: 32ª nel 1984
- 1 podio:
  - 1 terzo posto

### Campionati francesi
- 4 medaglie (dati parziali, dalla stagione 1981-1982):
  - 4 ori (slalom gigante[senza fonte] nel 1982; slalom gigante, combinata[senza fonte] nel 1984; combinata[senza fonte] nel 1986)